# Gongora sphaerica
Gongora sphaerica là một loài thực vật có hoa trong họ Lan. Loài này được Jenny mô tả khoa học đầu tiên năm 1993.